# Harkány
Harkány  è una città dell'Ungheria situato nella contea di Baranya, nella regione del Transdanubio Meridionale di 4.013 abitanti (dati 2009)

## Società

### Evoluzione demografica
Secondo i dati del censimento 2001 il 95,2% degli abitanti è di etnia ungherese, il 2,8% di etnia tedesca